# Verónica Zurita
Verónica Zurita Castro (Santo Domingo, 10 de enero de 1974) es una política e ingeniera agropecuaria ecuatoriana, y la primera mujer en ocupar la alcaldía de la ciudad de Santo Domingo.

## Biografía
Nació en la ciudad de Santo Domingo, el 10 de enero de 1974. Realizó sus estudios secundarios en el colegio Calazacón y los universitarios en la Universidad Tecnológica Equinoccial (UTE), donde obtuvo el título de ingeniera agropecuaria. También obtuvo una maestría en administración de empresas y un diplomado en gerencia de gobiernos seccionales. Antes de ingresar a la política fue gerenta de la Terminal Terrestre de Santo Domingo y catedrática de la UTE.

### Vida política
Fue elegida concejal de Santo Domingo en 2002 de la mano de la Izquierda Democrática. En 2004 renunció a su cargo para presentarse como candidata a la alcaldía de la ciudad, pero perdió con el 31% de los votos contra el entonces alcalde Kléber Paz y Miño, quien buscaba la reelección y que obtuvo siete puntos porcentuales más que Zurita.
En las elecciones seccionales de 2009 fue elegida alcaldesa de Santo Domingo por el movimiento Alianza PAIS, convirtiéndose en la primera mujer en ocupar dicho cargo. Su gestión estuvo encaminada en mejorar la vialidad y la dotación de agua potable y alcantarillado para la ciudad. Durante su tiempo en la alcaldía tuvo una mala relación con el prefecto de la provincia y miembro de su propio partido, Geovanny Benítez, lo que provocó rumores de que el movimiento presentaría a Benítez como candidato a la alcaldía de Santo Domingo en las próximas elecciones en vez de Zurita.
En las elecciones seccionales de 2014 buscó ser reelegida a la alcaldía de la ciudad, pero fue derrotada por Víctor Quirola, candidato del partido Avanza. Años después, durante el gobierno de Lenín Moreno, se desempeñó como subsecretaria del Ministerio de Agricultura y Ganadería.